# Cyphon erythrinus
Cyphon erythrinus es una especie de coleóptero de la familia Scirtidae.

## Distribución geográfica
Habita en Papúa Nueva Guinea.